# 南湖大山北峰
南湖大山北峰3592公尺，屬於中央山脈，行政區劃屬於宜蘭縣、臺中市。與南湖北山分踞五岩峰危稜的南北兩端，一般登山客會由中橫的宜蘭支線經審馬陣山、南湖北山、五岩峰等來到此山頭，再直接南下便是南湖圈谷。